# آکرومگالی
آکرومگالی یا دُرُشت‌پایانَکی (به انگلیسی: Acromegaly) عارضه ای در پزشکی است که به بزرگی غیرعادی بخش‌های پایانی بدن مانند بینی و آرواره و انگشتان دست و پا را می‌گویند.
این سندرم زمانی رخ می‌دهد که غده هیپوفیز پس از بسته‌شدن صفحه رشد (صفحه اپی‌فیزی) هورمون رشد (hGH) بیش از اندازه تولید کند.
چندین اختلال گوناگون ممکن است باعث شود تا هیپوفیز این حالت را ایجاد کند ولی معمولاً یک تومور هورمون رشد که از سلول‌های ویژه‌ای مشتق می‌شود باعث آن است.
این سلول‌های ویژه معمولاً تومورهای خوش‌خیمی به نام آدنوم هستند.
آکرومگالی بیشتر در سنین میانسالی خود را نشان می‌دهد. این بیماری را معمولاً با غول‌پیکری در ارتباط می‌دانند.
آکرومگالی بیماری نادری است که سالانه از هر ۱٬۰۰۰٬۰۰۰ نفر، فقط ۴ نفر به آن مبتلا می‌شوند و معمولاً در بزرگسالان ۵۰ – ۳۰ ساله دیده می‌شود اما در سنین دیگر هم ممکن است مشاهده شود.

## آکرومگالی چه علائمی دارد؟
در افراد مختلف متفاوت است اما خوشبختانه اکثر این علائم درمان می‌شوند. برخی نشانه‌های اولیه این بیماری احساس خستگی و خواب آلودگی است. افزایش سطح هورمون رشد سبب بزرگی دست‌ها و پاها می‌شود بطوری‌که گاه اندازه انگشتر یا کفش این بیماران، به دلیل بزرگ شدن قطر انگشتان و اندازه پاهایشان تغییر می‌کند. علاوه بر آن بیماری بر وضعیت چهره نیز تأثیرگذار است و باعث می‌شود که برجستگی‌های غیرمعمولی بر چانه و فک به وجود آید و تعرق زیاد در خانم‌ها یا پوست چرب از جمله مشکلات این بیماران است. و مشکلات دیگری همچون:
- فشار و درد دست‌ها و پاها
- سردرد
- ناتوانی جنسی

امکان دارد به وجود بیاید که با تشخیص به موقع می‌توان آن‌ها را درمان کرد.